# Боярський Петро Михайлович
Петро Михайлович Боя́рський (4 (16) липня 1870 року — 21 квітня 1944) — російський громадський і державний діяч українського походження, останній Казанський губернатор.

## Життєпис
Православний. Із спадкових дворян Полтавської губернії. Землевласник Лубенського повіту (родовий маєток при селі Тимки).
Закінчив колегію Павла Галагана (1889) та юридичний факультет Петербурзького університету (1893).
Після закінчення університету вступив на службу до канцелярії 1-го департаменту Сенату з посадою губернського секретаря.
Чини: колезький секретар (1896), титулярний радник (1899), колезький асесор (1902), надвірний радник (1906), колезький радник (1910), статський радник (1912), камергер (1914), дійсний статський радник (19).
В 1894 року був переведений в канцелярію кримінального касаційного департаменту Сенату, а в 1896 році — призначений молодшим помічником обер-секретаря. 27 червня 1898 року призначений товаришем прокурора Чернігівського окружного суду.
У 1900 році був переведений до Міністерства внутрішніх справ, обіймав посади земського начальника 2-ї ділянки Лубенського повіту (1900—1904) та неодмінного члена Полтавської губернської присутності у земельних та переселенських справах (1904—1906). Також обирався почесним мировим суддею Лубенського повіту, гласним Лубенського повітового (на 3 триліття) та Полтавського губернського (на 2 триріччя) земств, депутатом дворянства Лубенського повіту (на 2 триріччя). Крім того, був опікуном Яблонівського дитячого притулку (1903—1907) та почесним членом Лубенського повітового піклування дитячих притулків (з 1903).

14 жовтня 1906 призначений виконуючим посаду Саратовського віце-губернатора з титулом надвірного радника, а через місяць затверджений на посаді. За спогадами колишнього гласного Саратовської думи Іллі Славіна:
Петро Петрович Стремоухов був у нас губернатором лише півтора року. . . Він дуже часто цілими днями проводив час на полюванні у найрізноманітнішій та найрізноманітнішій компанії. . . Справами управління губернією більше завідував віце-губернатор П. М. Боярський, що відверто та публічно визнав сам Стремоухов на урочистому прощальному обіді перед від'їздом із Саратова.
Потім обіймав посади Гродненського (1912—1913) та Казанського (1913—1917) губернатора.
Після 1917 року ховався в П'ятигорську, потім повернувся до рідної Полтави. Відомо, що вже наступного року він перебував у Загребі, де як представник Головного Уповноваженого Російського товариства Червоного хреста займався організацією прийому трьох пароплавів з біженцями з Криму в 1921 році.
У 1930 році Петро Боярський, як і раніше очолював Російське товариство Червоного Хреста в Югославії, був обраний головою новоствореного (ймовірно, з його ж ініціативи) Об'єднання російських громадських організацій у Загребі, метою діяльності якого було «об'єднання російських емігрантських організацій для протистояння комунізму в Європі, на Далекому Сході та Америці». На цій посаді він підтримував зв'язок з лідерами аналогічних організацій: у Лондоні — Володимиром Коренчевським, у Парижі — Володимиром Коковцовим, на Далекому Сході — генералом Дмитром Хорватом . Після відходу Петра Боярського зі своєї посади 1935 р., об'єднання перестало функціонувати.
Помер (загинув?) у Загребі 21 квітня 1944 року.

## Родина
Був одружений з Є. Мещеріновою. Їх діти:
- Єлизавета (1912-?)

## Нагороди
- Орден Святого Станіслава 3-го ступеня (?);
- Орден Святої Анни 3-го ступеня (1901);
- Орден Святого Станіслава 2-го ступеня (?);
- Орден Святої Анни 2-го ступеня (1905);
- Орден Святого Володимира 4-го ступеня (1907).

- Медаль «На згадку царювання імператора Олександра III» ;
- Медаль «На згадку про російсько-японську війну» (1907);
- Медаль «На згадку про 100-річчя Вітчизняної війни 1812 р.»;
- Медаль «На згадку про 300-річчя царювання будинку Романових» ;
- Відзнака «За праці із землеустрою» (1913);
- Медаль «За працю з відмінного виконання загальної мобілізації 1914 р.».